# Nový Bydžov
Nový Bydžov (tjekkisk udtale: [ˈnoviː ˈbɪdʒof] ; tysk: Neubidschow) er en by i regionen Hradec Králové i Tjekkiet. Den har omkring 7.000 indbyggere. Den historiske bykerne er velbevaret og er beskyttet ved lov som en bymonumentzone, og Vysočany-delen af Nový Bydžov er beskyttet som en landsbymonumentzone.

## Inddeling
Landsbyerne Chudonice, Nová Skřeněř, Skochovice, Stará Skřeněř, Vysočany, Zábědov og Žantov er administrative dele af Nový Bydžov.

## Geografi
Nový Bydžov ligger omkring 23 km vest for Hradec Králové i i et fladt landbrugslandskab på på Østelben sletten. Det højeste punkt er bakken Velký Borek på 267 meter over havet. Byen ligger ved floden Cidlina.

## Historie
Den første skriftlige omtale af Nový Bydžov er fra 1305, hvor den var en kongeby for kong Wenceslaus 2. I 1325 solgte kong Johannes af Bøhmen den til familien Wartemberg. I 1516 kom ejendommen i hænderne på familien Pernštejn, og under deres styre blomstrede byen og fik nye privilegier. Med tilladelse fra adelen bosatte den jødiske befolkning sig i byen. Fra 1548 var Nový Bydžov ejet af Waldstein-familien.
I 1569 blev Nový Bydžov den kongelige medgiftsby. Byens udvikling blev stoppet af Trediveårskrigen.
Fra 1751 til 1784 var den kongesædet for den nyoprettede Nový Bydžov-region, som omfattede Krkonose/Karkonosze-bjergene fra Vrchlabí gennem Jilemnice, Nová Paka, Jičín, Hořice, Nový Bydžov, Chlumec nad Cidlinou og Poděbrady så langt som til Sadská. I 1784 blev sædet for regionen overført til Jičín på grund af dens position, men regionens navn forblev det samme indtil 1850. I 1850 var det stadig den mest befolkede by i regionen.
Nový Bydžov var dengang fra 1850 til 1960 distriktets centrum. Efter at distrikterne var blevet afskaffet, stoppede den ikke med at være regionens naturlige centrum.

## Transport
Nový Bydžov ligger på en regional jernbanelinje Kolín – Trutnov og på en lokal jernbanelinje mellem Městec Králové og Lomnice nad Popelkou.

## Seværdigheder
Den historiske kerne har en regulær middelalderlig grundplan med Masarykovo-pladsen i centrum. Midt på pladsen ses en Mariapestsøjle fra 1716. Rådhuset fra 1862–1865 er et af de mest værdifulde nygotiske rådhuse i landet. Art Nouveau-bygningen til den tidligere sparekasse fra 1905-1907 huser i dag Bymuseet. Museet indeholder udstillinger om regionens forhistorie, landdistrikternes etnografi, Bydžov Alteret, malerier af Petr Brandl og skulpturer af den naive kunstner Václav Kudera-Křapík.
Saint Lawrence-kirken fra det tidlige 14. århundrede er et unikt eksempel på en bevaret gotisk kirke upåvirket af rekonstruktioner. I den østlige del af byen ligger kirken Sankt Jakob den Store, bygget i senbarokstil i 1768–1775.Andre kirker omfatter Den Hellige Treenigheds Kirke, Vor Frue af Sorgernes Kirke eller Jomfru Mariakirken i Vysočany med træklokketårnet.
Der er to jødiske kirkegårde. Den gamle kirkegård blev grundlagt i 1520 og er den tredjestørste i Tjekkiet. Den ældste bevarede grav er fra 1577. Den nye synagoge er også bevaret og fungerer i dag som kapel for den Herrnhutiske Brødremenighed.